# Artur Blaim
Artur Blaim (ur. 14 listopada 1950 w Lublinie, zm. 20 kwietnia 2025 w Gdańsku) – polski literaturoznawca, anglista, profesor nauk humanistycznych, członek Academia Europaea, badacz literatury utopijnej i podróżniczej.

## Życiorys
Absolwent I Liceum Ogólnokształcącego im. St. Staszica w Lublinie. Studia na Uniwersytecie Marii Curie–Skłodowskiej w Lublinie na kierunku filologia angielska ukończył w 1974. Doktoryzował się w 1979, stopień doktora habilitowanego uzyskał w 1988, a w 1997 otrzymał tytuł naukowy profesora. Wykładowca teorii i historii literatury angielskiej na Uniwersytecie Gdańskim, UMCS w Lublinie, Uniwersytecie Rutgersa i Uniwersytecie w Siegen. Stypendysta programu Fulbrighta, Fundacji Kościuszkowskiej i British Council. Zatrudniony w Instytucie Filologii Angielskiej UMCS od 1973, przez wiele lat pełnił funkcję kierownika Zakładu Literatury Angielskiej oraz w latach 1980–1981 i 1991–2000 dyrektora Instytutu. W latach 2000–2006 kierownik neofilologicznych studiów doktoranckich na Wydziale Humanistycznym UMCS. Od 2008 wykładowca literatury angielskiej w Katedrze Translatoryki Instytutu Anglistyki i Amerykanistyki na Uniwersytecie Gdańskim. Wspólnie z prof. dr hab. Andrzejem Zgorzelskim zainicjował powstanie gdańsko–lubelskiej szkoły badań literaturoznawczych działającej od 1993 r. Założyciel i kierownik Utopia Study Group – polskiej, międzyuczelnianej grupy naukowo–badawczej prowadzącej od 2008 badania nad angielską i amerykańską utopią i dystopią w literaturze, filmie i nowych mediach oraz organizującej seminaria i międzynarodowe konferencje utopijne (m.in. z ramienia Utopian Studies Society: Lublin 2010, Gdańsk 2017). Członek zarządu Utopian Studies Society współpracujący od lat osiemdziesiątych z międzynarodowym, interdyscyplinarnym środowiskiem badaczy utopii i uczestniczący w reaktywacji USS w 1999 r. Od 2012, wraz z dr hab. Ludmiłą Gruszewską–Blaim, profesorem UG, redagował serię naukową Mediated Fictions w wydawnictwie Peter Lang, a od 2016, wspólnie z dr hab. Olgą Kubińską, profesorem UG – serię naukową Bibliotheca Utopiana w Wydawnictwie Uniwersytetu Gdańskiego. Członek rad redakcyjnych: Utopian Studies, amerykańskiego czasopisma naukowego wydawanego w imieniu Society for Utopian Studies, oraz Studia Anglica Posnaniensia.
W latach 1990–1995 współpracownik Gazety Wyborczej w Lublinie.

## Wybrane publikacje
- Artur Blaim, Early English Utopian Fiction. A Study of a Literary Genre, Lublin: UMCS, 1984, ISBN 978-83-00-00829-2, OCLC 963464541 [dostęp 2020-11-03] (ang.). Brak numerów stron w książce
- Artur Blaim, Failed Dynamics. The English Robinsonade of the 18th Century, Lublin: UMCS, 1987, OCLC 122700897 [dostęp 2020-11-03] (ang.). Brak numerów stron w książce
- Artur Blaim, Ludmiła Gruszewska–Blaim, Thomas Stearns Eliot. Murder in the Cathedral, Gdańsk: Wydawnictwo Gdańskie, 1995, ISBN 978-83-85843-47-4, OCLC 749548875 [dostęp 2020-11-03] (ang.). Brak numerów stron w książce
- Artur Blaim, Aesthetic Objects and Blueprints: English Utopias of the Enlightenment, Lublin: Maria Curie-Skłodowska University Press, 1997, ISBN 978-83-227-0983-2, OCLC 52574593 [dostęp 2020-11-03] (ang.). Brak numerów stron w książce
- Artur Blaim, Zbigniew Maciejewski (red.), Literatura i komunikacja: Od listu do powieści autobiograficznej, Lublin: Wydaw. Uniwersytetu Marii Curie-Skłodowskiej, 1998, ISBN 978-83-227-1133-0, OCLC 69365652 [dostęp 2020-11-03] (pol.). Brak numerów stron w książce
- Artur Blaim, Ludmiła Gruszewska–Blaim (red.), Texts of Literature, Texts of Culture, Lublin: Wydaw. Uniwersytetu Marii Curie-Skłodowskiej, 2005, ISBN 978-83-227-2338-8, OCLC 169012820 [dostęp 2020-11-03] (ang.). Brak numerów stron w książce
- Artur Blaim, J. Kokot (red.), Texts in/of Texts, Lublin: Maria Curie-Skłodowska University Press, 2007, ISBN 978-83-227-2674-7, OCLC 826597811 [dostęp 2020-11-03] (ang.). Brak numerów stron w książce
- Artur Blaim, Ludmiła Gruszewska-Blaim (red.), Structure and Uncertainty, Lublin: Maria Curie-Skłodowska University Press, 2008, ISBN 978-83-227-2910-6, OCLC 316461473 [dostęp 2020-11-03] (ang.). Brak numerów stron w książce
- Artur Blaim, Ludmiła Gruszewska-Blaim (red.), Imperfect Worlds and Dystopian Narratives in Contemporary Cinema, Frankfurt am Main: Peter Lang, 2011, OCLC 804612808 [dostęp 2020-11-03] (ang.). Brak numerów stron w książce
- Artur Blaim, Ludmiła Gruszewska-Blaim (red.), Spectres of Utopia. Theory, Practice, Conventions, Frankfurt Am Main: Peter Lang, 2012, ISBN 978-3-653-01499-0, OCLC 961538591 [dostęp 2020-11-03] (ang.). Brak numerów stron w książce
- Artur Blaim, Gazing in Useless Wonder: English Utopian Fictions, 1516-1800 (Ralahine Utopian Studies), Oxford: Peter Lang AG, 2013, ISBN 978-1-299-67547-6, OCLC 851161029 [dostęp 2020-11-03] (ang.). Brak numerów stron w książce
- Artur Blaim, L. Gruszewska-Blaim (red.), Mediated Utopias, Frankfurt am Main: Peter Lang, 2015, ISBN 978-3-631-62844-7, OCLC 1020499149 [dostęp 2020-11-03] (ang.). Brak numerów stron w książce
- Artur Blaim, Robinson Crusoe and His Doubles: The English Robinsonade of the Eighteenth Century, Frankfurt am Main, New York: Peter Lang, 2016, ISBN 978-3-631-67942-5, OCLC 972322323 [dostęp 2020-11-03] (ang.). Brak numerów stron w książce
- Artur Blaim, Utopian Visions and Revisions, Frankfurt am Main: Peter Lang, 2017, ISBN 978-3-631-67565-6, OCLC 979233170 [dostęp 2020-11-03] (ang.). Brak numerów stron w książce
- Artur Blaim, Patricia Sørensen (red.), Angielska utopia literacka okresu Oświecenia. Antologia, Gdańsk: Wydawnictwo Uniwersytetu Gdańskiego, 2018, ISBN 978-83-7865-648-7, OCLC 1050853308 [dostęp 2020-11-03] (pol.). Brak numerów stron w książce
- Artur Blaim (red.), Special issue: Dystopia and Solidarity, „Beyond Philology”, 15 (3), Gdańsk: Wydawnictwo Uniwersytetu Gdańskiego, 2018, OCLC 1142840306 [dostęp 2020-11-03]. Brak numerów stron w czasopiśmie
- Artur Blaim, L. Gruszewska-Blaim (red.), Special issue: Solidarity and Utopia, „Utopian Studies”, 29 (2), Penn State University Press, 2018, OCLC 1102044370 [dostęp 2020-11-03] (ang.). Brak numerów stron w czasopiśmie
- Artur Blaim, Krzysztof Filip Rudolf (red.), Pamiętniki Gaudentia di Lucca, Gdańsk, Sopot: Wydawnictwo Uniwersytetu Gdańskiego: Europejskie Centrum Solidarności, 2019, ISBN 978-83-7865-776-7, OCLC 1126619724 [dostęp 2020-11-03] (pol.). Brak numerów stron w książce

## Odznaczenia i nagrody
- Medal Komisji Edukacji Narodowej (2000)[9]
- Nagroda Naukowa Miasta Gdańska im. Jana Heweliusza w kategorii nauk humanistycznych i społecznych (2023)[10][11]